# Bad Eilsen
Bad Eilsen è un comune di 2.254 abitanti della Bassa Sassonia, in Germania.
Appartiene al circondario della Schaumburg ed è parte della Samtgemeinde Eilsen.